# Nannostomus trifasciatus
Nannostomus trifasciatus är en fiskart som beskrevs av Steindachner, 1876. Nannostomus trifasciatus ingår i släktet Nannostomus och familjen Lebiasinidae. Inga underarter finns listade i Catalogue of Life.